# The Formation World Tour
The Formation World Tour va ser la sisena gira musical de l'artista nord-americana Beyoncé, realitzada per promoure el seu sisè àlbum d'estudi, Lemonade (2016). Va incloure concerts a Amèrica del Nord i Europa. La gira, que va ser dissenyada per realitzar-se per grans estadis, va ser anunciada després de la seva aparició especial en l'espectacle del mig temps de la Super Bowl de l'any 2016. L'espectacle va arrencar el 27 d'abril de 2016 a Miami (Estats Units) i va finalitzar el 7 d'octubre de 2016 en East Rutherford (Estats Units).
La producció, posada en escena i escenografia van ser descrites com un "canvi de joc" per als concerts en estadis, la cual consistia en una caixa-LED giratòria de gran altura que es refereix com el "Monòlit", una passarel·la i un escenari secundàri que emmagatzema i es van produir 2.000 galons d'aigua. El tema de la gira va ser descrit com uns seguiments de capítols lineals recorreguts en suport al disc Lemonade, amb cada rotació de l'esmentat 'Monòlit' representa un nou capítol de la sèrie. La gira ha rebut crítiques molt favorables actualment per part de la crítica, elogiant a Beyoncé per la seva actuació i habilitats vocals, així com la producció de l'espectacle.
Comercialment, la gira va ser un èxit. The Formation World Tour es va situar en el #1 i #2 en la llista anual confeccionada per Pollstar, tant a Amèrica del Nord i a tot el món, respectivament, amb una recaptació mundial total de $137,3 milions dels primers 25 espectacles. Una vegada finalitzada la gira es va saber que Beyoncé havia aconseguit recaptar un total de 256,084,556 de dòlars, amb les entrades esgotades en tots els concerts, donant lloc al fet que més de dos milions de persones anessin a veure-la en viu. La gira és una de les 20 gires més recaptadores de la història, formant part d'aquesta llista.

## Antecedents

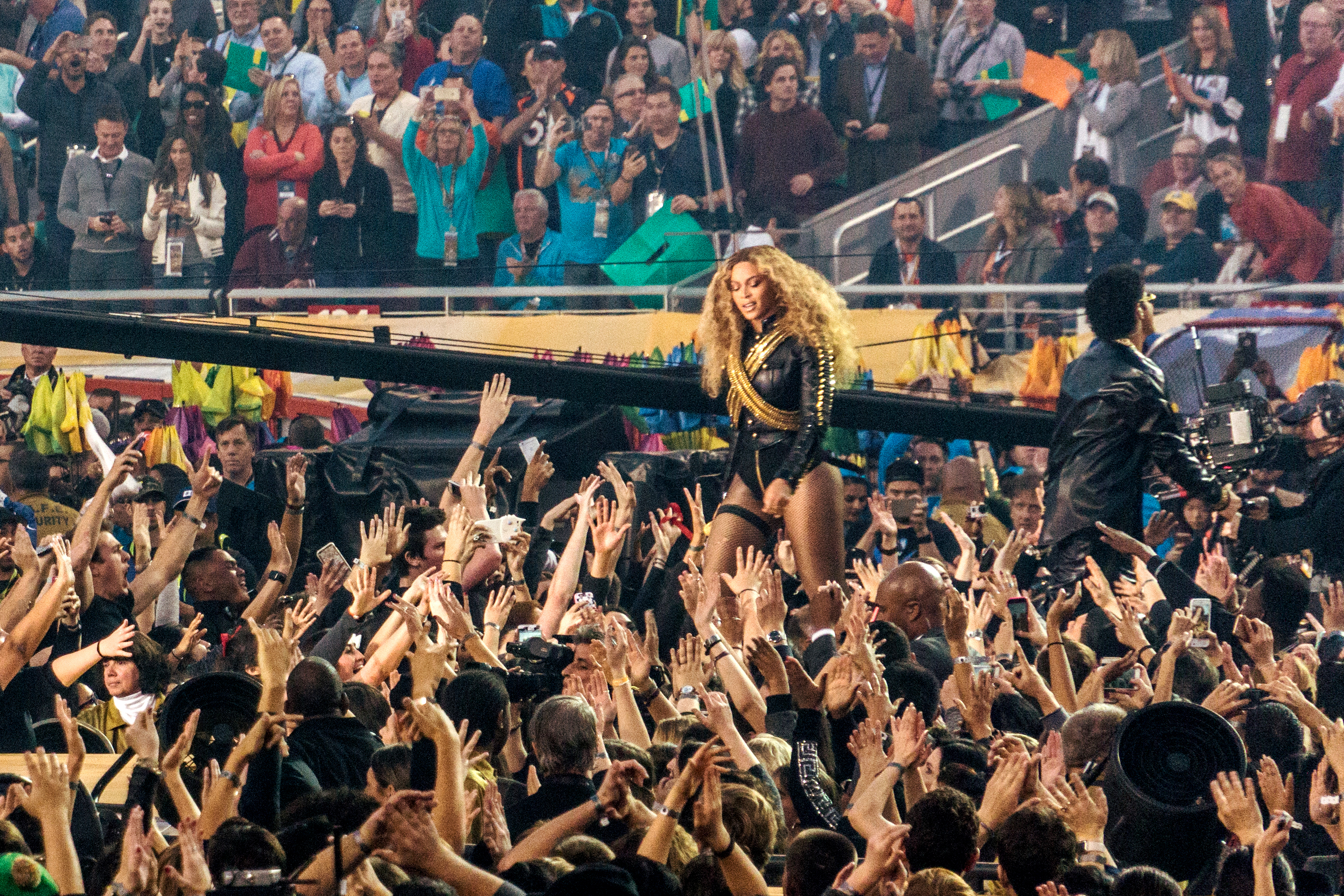
La gira va ser anunciada després de l'aparició especial de Beyoncé en l'espectacle de mig temps de la Super Bowl 50.

La gira va ser anunciada per sorpresa el 7 de febrer de 2016, just en finalitzar l'aparició especial de la cantant en l'espectacle del mig temps de la Super Bowl 50, on va interpretar el que seria el seu nou senzill «Formation», cançó que dona nom a l'espectacle, la qual va ser llançada el 6 de febrer de 2016 de franc en el servei de” streaming” de música Tidal i el seu corresponent vídeo musical al seu canal oficial de YouTube. Immediatament després de l'actuació, un anunci comercial és emès on s'anuncia la nova gira de la cantant denominada The Formation World Tour, amb les primeres dates. Es tracta d'una gira on la cantant actua en grans estadis d'Amèrica del Nord i d'Europa, com ja va fer en 2014 acompanyada del raper, i el seu marit, Jay Z en la gira On The Run Tour.
En un comunicat de premsa publicat per Live Nation Entertainment després de l'anunci, es va revelar que la gira estaria recolzant a l'organització United Way of America, així com a la Crisi de l'Aigua en Flint. En el mateix comunicat de premsa, es va especificar que Beyoncé col·laboraria amb THX per aquesta gira, amb la finalitat de proporcionar el més alt nivell de qualitat d'àudio en els concerts durant la durada de la gira.
Els assajos per la gira van tenir lloc en el Raymond James Stadium de Tampa, que va ser llogat a Live Nation per $745,000. El membre de la junta de TSA, Thomas Scott, va parlar sobre la producció a gran escala de la gira després de veure l'escenari durant els assajos, indicant que «aquest és un dels escenaris més grans que mai s'hagi posat, no crec que hagi vist abans un escenari d'aquesta grandària».

## Actes d'obertura
Primera etapa
- DJ Khaled - (Amèrica del Nord, 27 d'abril de 2016 - 14 de juny de 2016)
- DJ Drama - (Amèrica del Nord, 23 de maig de 2016 - 14 de juny de 2016 [Algunes dates])[5]
- DJ Scratch - (Amèrica del Nord, 25 de maig de 2016 [Toronto])[4]
- Rau Sremmurd - (Amèrica del Nord, 27 & 28 de maig de 2016 [Chicago])[6]
- Jermaine Dupri - (Amèrica del Nord, 31 de maig de 2016 [Pittsburgh])[7]

| Notes |
| --- |
| - Durant el primer concert de la gira a Miami, el telonero DJ Khaled va estar acompanyat per Lil Wayne, Future, Rick Ross, Trick Daddy, Jo Gotti i 2 Chainz com a artistes convidats. - Durant el segon concert, ofert en Tampa, Kent Jones es va unir al telonero DJ Khaled durant l'acte d'obertura. - Durant el concert a Atlanta, Rick Ross, 2 Chainz, agost Alsina, Jo Gotti, T.I., The Dream i Ludacris es van unir DJ Khaled durant l'acte d'obertura. - Durant el concert a Houston, Slim Thug i Paul Wall es van unir DJ Khaled durant l'acte d'obertura. - Durant el concert a Pasadena, Big Sean, Jo Gotti, Ne-Jo, Ty Dolla $ign, Fat Joe, Remy Dt., Trey Songz, i Snoop Dogg es van unir DJ Khaled durant l'acte d'obertura. - Durant el concert a Filadèlfia, Young Gunz, Freeway, Meek Mill i Rick Ross es van unir DJ Khaled durant l'acte d'obertura. - Durant el concert a Londres, Tinie Tempah i Zara Larsson es van unir a Magnum DJ durant l'acte d'obertura. |

## Descripció de l'espectacle

### Escenari
Seguint en la linea artistica i editorial de Beyoncé, el concepte d'aquesta gira, i concretamente de l'escenari, era presentar una "obra mestra visual" amb un impactant, arrollador i massiu escenari.

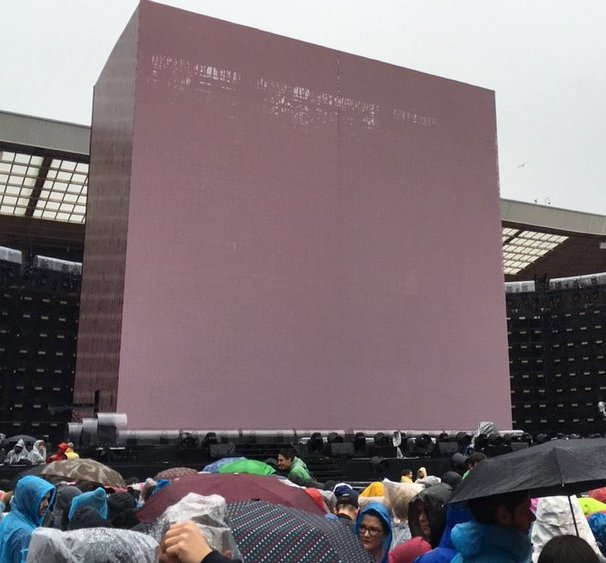
Cub de set pisos d'alçada que es va utilitza en el tour

L'escenari de la gira va ser descrit com "un canvi de joc" pel que pot aconseguir-se en un ambient d'estadi. Tota la col·laboració a l'estructura i a la mecànica va ser fet a mesura per crear una experiència èpica, tant per a Beyoncé, com per als seus "fans ". Dissenyat per És Devlin i desenvolupat i construït en col·laboració per Stageco Tait Towers, empresa que ha construït escenaris per Madonna o pels Rolling Stones, l'escenari de la gira compta amb una peça central en forma de cub d'uns 60 peus d'altura, composta de murs que actuen com a pantalla de vídeo LED. Conegut com el "Monòlit", Devlin indica que "volem que aquest sigui l'objecte més alt en l'estadi, una peça d'arquitectura cinètica equivalent a un edifici de set pisos, que gira en la construcció LED". Devlin també va comentar que la caixa va ser percebuda com "una cartellera 3D gegant, una enorme armadura LED dins de la qual Beyoncé es revela com un "tot-poderos" humà a gran escala, i va assenyalar que Beyoncé estava molt involucrada en el procés creatiu de cada polzada del disseny. Les rotacions del cub es diu que representen un nou capítol de la sèrie, en una línia similar a la del capítol de Lemonade, el darrer àlbum visual de la cantant que està construït d'una manera narrativa perquè conti una història al públic. La caixa porta aproximadament 4 minuts per aconseguir una rotació.
Focs artificials, foc, fum, aigua, un piano, ballarines acrobatiques, barres de pole dance, un divan un fa un ball suggeridor, un tron... Tots aquests elements escenografics surten del majestuos cub. Durant el primer acte de l'espectacle, durant la performance de "Run the world", al dos cantons del cub s'alçen flames de foc de més de set metres. En el següent acte, fins i tot, el cub s'obre en dos, com partit per la meitat, i deixa veure unes ballarines acrobàtiques que "volen" mentre Beyoncé canta "Mine". Dintre de l'escenari hi ha una plataforma que puja elements escenogràfics des de backstage, com el tron o el divan. A mes a mes, durant la part més sensual del show, amb la seva canço sexual-agresiva "Partition", una part de les pantalles del cub s'alçen i alla es deixen veure unes barres de pole-dance on la cantant, juntament amb les seves ballarines, fan la performance. Com a regal, a l'ultim show, Beyoncé va deixar veure una part de l'escenari que mai s'havia vist en tota la gira. Era una part dins el mateix cub multiusus, on una de les pantalles s'enfonsia, i la cantant, agafada amb un mecanisme, giraba o es posaba bocaball, mentre estaba enganchada a la pantalla vertical de darrere i feia una coreografia sincronitzada amb aquest mecanisme i amb les imatges que surtien a la pantalla. Aquest numeru visual unicamente el va fer a l'ultim show per manca de temps per assajarlo.

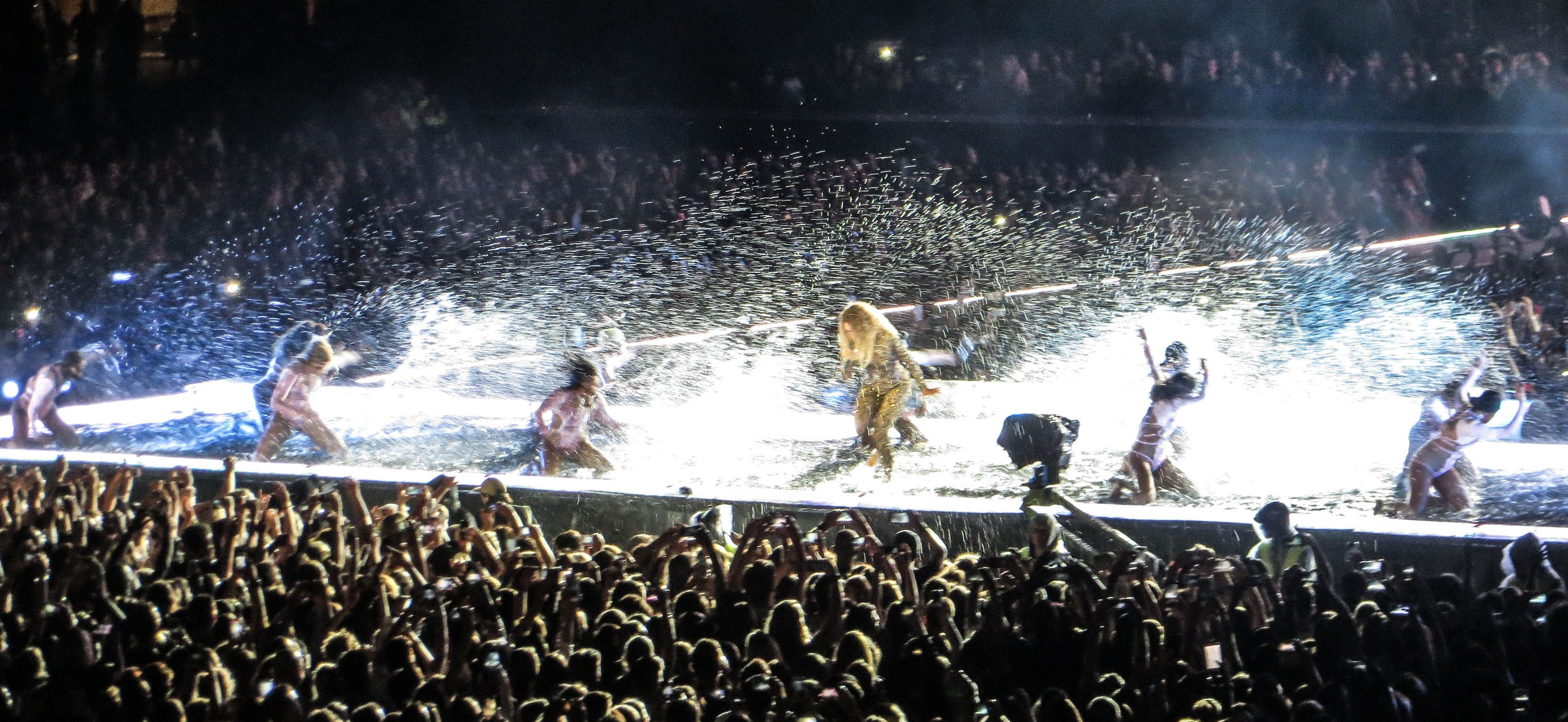
"Escenari B" amb la piscina d'aigua plena, mentre Beyoncé i les ballarines fan el numeru de "Freedom"

L'escenari també es compon d'una passarel·la, que també actua com una cinta sense fi que dona pas a un "escenari B" que es plena amb una piscina d'aigua. La cinta de córrer en la passarel·la va ser dissenyat per ser resistent a l'aigua amb la finalitat de suportar el clima impredictible que es troba en estadis a l'aire lliure. L'escenari B emmagatzema 2.000 galons d'aigua a l'interior de la mateixa i triga aproximadament 10 minuts a omplir-se, que es produeix sense que el públic ni tan sols es doni compte. La inspiració per a l'aigua dins de l'escenari B es va inspirar en els visuals del disc Lemonade, especialment la cançó "Forward ", ja que el missatge de les cançons es descriu com un punt d'inflexió de la ira al perdó. "La piscina d'aigua és l'antítesi al monòlit que escup foc; la part més alegre del espectacle es duu a terme aquí, al escenari B, a partir de la interpretació de "Freedom" fins a arribar a "Halo "", va declarar Devlin.
L'escenari de la gira i la producció es deia que era tan gran que la capacitat màxima d'alguns llocs es va reduir amb la finalitat de fer espai per poder instal·lar-ho. Un escriptor del Belfast Telegraph indica que la capacitat màxima per al concert de Beyoncé a Dublín en el Croke Park es va reduir de 82.500 a 75.000 persones per tenir en compte la grandària de l'escenari, inclus l'organitzador de l'esdeveniment Eamon Fox va indicar «és una fase de producció i espectacle sorprenent i un dels més grans que hagi estat en Croke Park».

### Sinopsi del concert

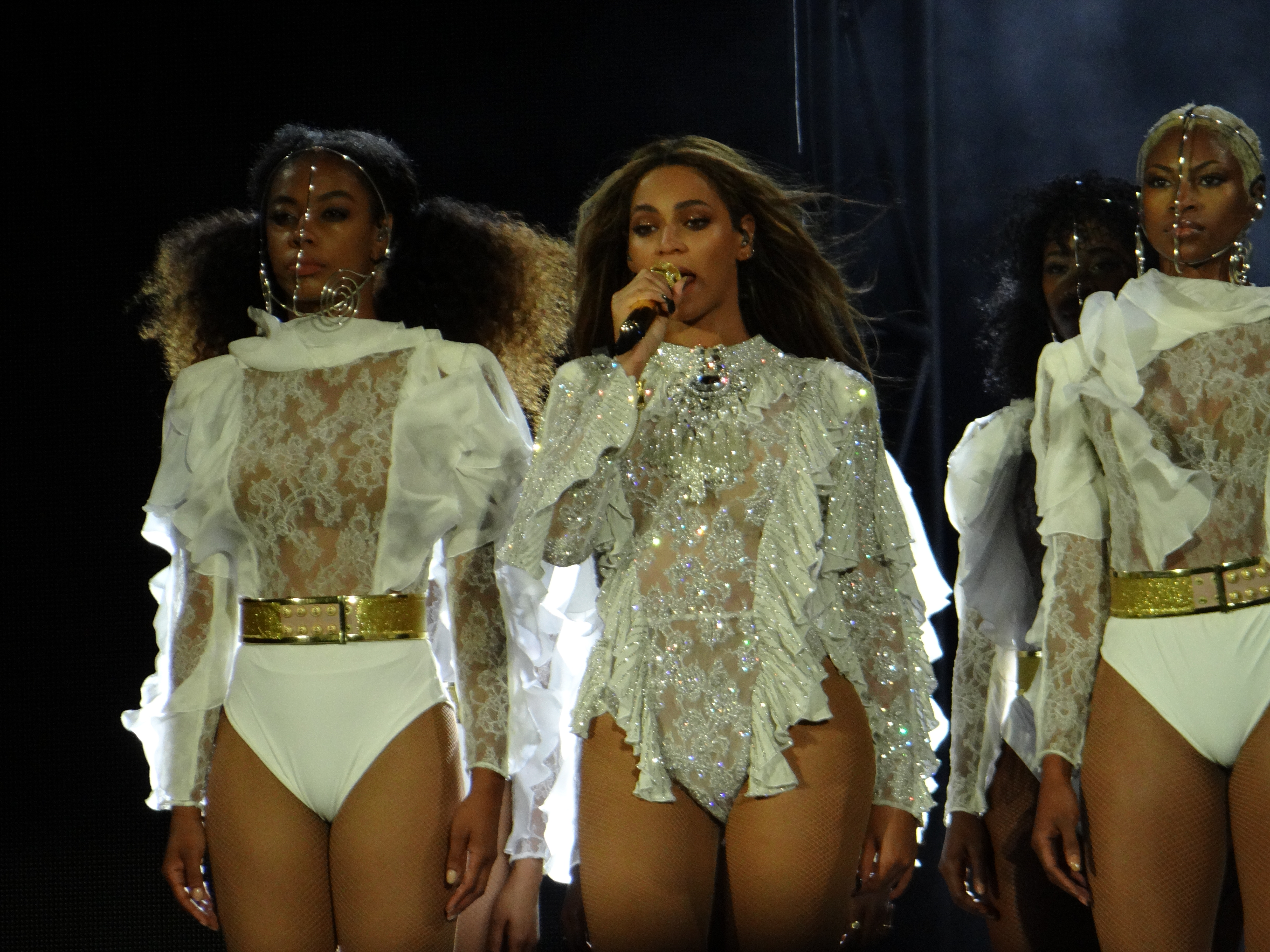
Beyoncé interpretant "Mine" a The Formation World Tour

Al llarg del concert es pot veure un escenari format per, una pantalla LED de gran grandària en forma de cub, que gira el centre de l'escenari, on es realitza la projecció d'imatges en directe de Beyoncé i els seus vint ballarins de fons a l'audiència. Els concerts s'inicien amb l'actuació de Beyoncé amb "Formation" després d'una breu introducció visual, al costat d'ella totes les ballarines a la seva ombra realitzen la coreografia del tema musical. A continuació, amb una il·luminació vermella, que impregna tot l'estadi, i pirotècnia s'interpreta "Sorry", "Bow Down" i per terminar aquest acte acaba amb "Run the World (Girls)", on es llancen flamarades de focs des dels punts més alts de l'escenari. Així mateix, aquestes presentacions es duen a terme amb les seves respectives coreografies característiques de la cantant. "Baby Boy" i "Hold Up" s'interpreten posteriorment, que després contínua amb la transició a "Countdown". Durant aquesta actuació, Beyoncé i els seus ballarins caminen per una passarel·la que condueix al escenari B, al centre de la multitud. Entre els actes i els canvis de vestuari, escenes de la pel·lícula Lemonade son projectades al cub LED, així com ballarins aeris que realitzen una coreografia. Després es realitza l'actuació de "Me, Myself and I" amb una Beyoncé que sovint s'atura a parlar a la multitud. Aquest acte de l'espectacle es va finalitzar amb l'actuació de "All Night", la cual Beyoncé va afirmar era la seva cançó favorita del seu nou disc abans esmentat. "Don't Hurt Yourself" es realitza amb molts fragments intercanviables d'altres cançons, entre elles "Ring the Alarm" i "Independent Women", aquesta ultima canço de l'epoca on la cantnat estaba amb el grup, Destiny Child. Posteriorment es passa a la interpretació de "Diva" i "***Flawless (Remix)", amb elements de Feeling Myself, canço que originalment interpreta amb Nicki Minaj. El següent acte va consistir en Beyoncé i els seus ballarins realitzant les actuacions més up-tempo, tals com "Yoncé", "7/11", "Drunk in Love" i "Partition". Un altre canvi de vestuari i, per tant, una nova projeccio es va dur a terme, i l'espectacle va continuar amb Beyoncé i els seus ballarins realitzant "Daddy Lessons" i "1+1".
El primer dels dos tributs a Prince es veu com Beyoncé realitza una interpretació de "The Beautiful Ones". de l'esmentat, i recientmenet mort cantant. Això és seguit pel gran cub LED en l'escenari ences en una total llum purpura que impregna tot l'estadi, la cual es una referencia a l'enregistrament original de "Purple Rain". A continuacio es veu l'etapa de caixes de grandària humana, en el qual Beyoncé i els seus ballarins realitzen a l'interior una coreografia amb la remezcla de "Crazy in Love", que és seguit per "Naughty Girl", "Party", "Blow" i "Sweet Dreams". L'acte final de l'espectacle es duu a terme en una gran piscina d'aigua en la part final de la gran passarel·la. Aquí Beyoncé i els seus ballarins realitzen una coreografia en l'aigua amb la interpretació de "Freedom", "Survivor", "End of Time" / "Grown Woman" i el nombre de tancament, "Halo".

## Recepció

### Recepció de la crítica

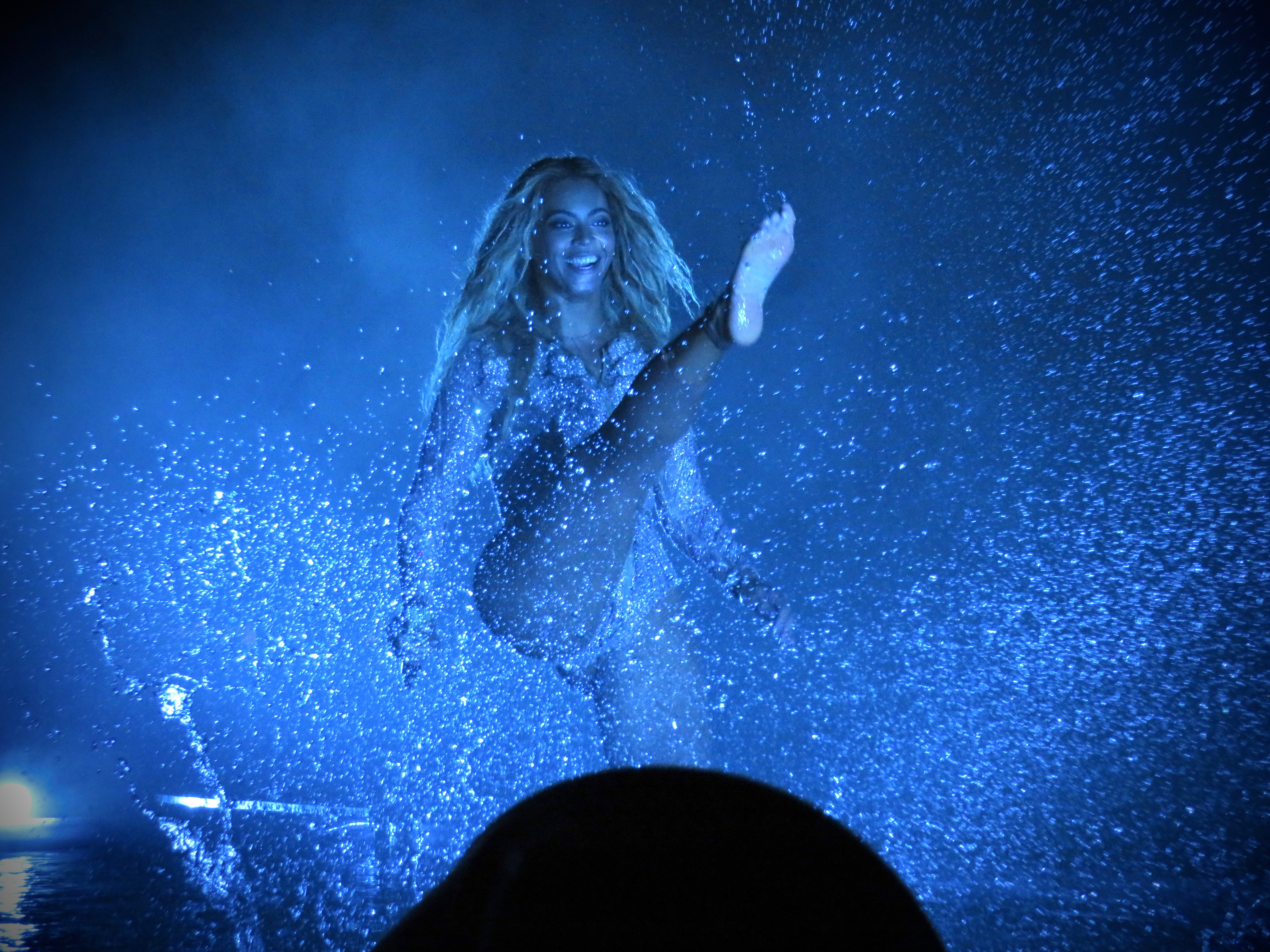
Beyoncé actuant descalça en la passarel·la amb aigua, mentre interpreta «Freedom».

La nit d'obertura de la gira en general va rebre crítiques molt favorables dels crítics. Hermione Hoby del britànic The Guardian va guardonar amb 5 estels el concert ofert a Miami, ressenyant: «Ella sona, es mou i es veu com una deessa i la majoria de nosaltres ens 'inclinem' en conseqüència». Kelli Kennedy escrivint pel Associated Press va assenyalar que Beyoncé «mata en obrir la gira». Contínua comentant «la seva actuació va servir com a recordatori per al món que ella trenca les cadenes de tot per si mateixa». Becky Randel de Billboard va sentir que l'emoció va guiar l'estat d'ànim per a la nit i va declarar que «Bey va ser superada quan el públic sabia totes les lletres de la seva nova cançó "Hold Up", i que sovint es va detenir per somriure o assentir al seu exuberant BeyHive». Escrivint per Rolling Stone, Kat Bein ressenyo a Beyoncé, afirmant que era «un bon exemple d'entreteniment i una visió d'un artista en el seu vèrtex» i va comentar més endavant «la demostració era una festa visual, així com un recorregut emocional de la força, plena de focs artificials, confeti, la reordenació de l'escenografia i ballarins aeris».

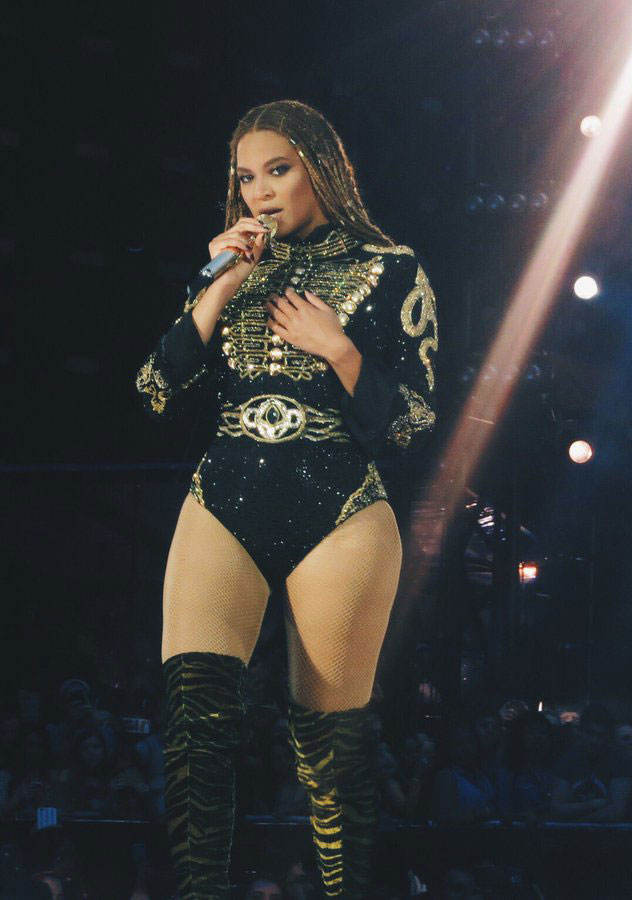
Beyoncé va treballar amb diversos dissenyadors per als seus vestits, que inclou una peça de Peter Dundas de Roberto Cavalli.

Altres crítiques de la part nord-americana de la gira inclouen la de Melissa Ruggierie per The Atlanta Journal-Constitution. Ruggierie va elogiar l'actuació de Beyoncé, sobretot la potencia vocal que es va manifestar en "1 + 1". No obstant això, es va observar que la cantant no va parlar amb la multitud molt sovint durant el concert. Després del concert a la ciutat natal de Beyoncé, Houston, Brandon Caldwell del Houston Press presenta el seu article elogiant l'espectacle, dient «Com? Com Beyoncé fa això? en aquest nivell? amb aquesta magnitud?». Lorena Ali de la Los Angeles Times va concloure la seva opinió, de forma positiva de la parada a Pasadena amb les següents frases: «Tota mullada es va anar a l'audiència amb el nombre de tancament, "Halo". Ella ha estat batejada i reneix en una versió menys perfecta de Queen Bey, la qual permet una més potent Beyoncé elevant-se des de l'imperfecció».
Jim Harrington del San Jose Mercury News va ressenyar l'espectacle de la cantant en un article en el qual afirma: «hi havia tantes parts en moviment - un enorme remolí de rutines de ball coreografiats bruscament, efectes especials, focs artificials brillants i altres tàctiques per delectar a desenes de milers fans»; No obstant això Harrington va assenyalar que es van realitzar massa fragments de cançons en lloc de les seves versions completes, deixant una sensació de que es va perdre qualitat sobre la quantitat. El concert a la ciutat d'Edmonton, el primer en terres canadenques, es va realitzar en condicions de fred i pluja. Malgrat això, Sandra Sperounes del Edmonton Journal, va comentar: «Ni tan sols la pluja o el vent podrien detenir la nostra Ms. Flawless, sense defectes, nostra supervivent, nostra Queen Bey ens va enlluernar, davant aproximadament 40.000 afeccionats en l'estadi de la Commonwealth en un tormentoso Divendres nit». Sperounes va concloure que «el sol no estava per cap costat, però gràcies a la brillant Bey, la multitud va estar radiant de vertigen, poder femení i generositat».
Ressenyant el primer concert a Londres, Lewis Rincón de Digital Spy va guardonar l'espectacle amb 5 estels, observant «La seva coreografia sovint formidable i temible en actuacions com "Run the World (Girls)", "Bow Down" i "End Of Time" és poderosa i fascinant, però després es compensa amb la tendresa de "1 + 1", "Me, Myself and I" i "Runnin (Lose It All)". L'habilitat dinàmica de Beyoncé de ser alhora vigorosa i vulnerable no pot anar acompanyats dels seus contemporanis, de fet, ens agradaria anar tan lluny com per dir que ha demostrat a si mateixa ser la Michael Jackson d'aquesta generació». En una ressenya per a Radi Deejay del concert ofert a Milà, es va dir «els que estaven alla es recordarà per molts anys: Beyoncé [en] l'estadi de Sant Siro de Milà era més que un concert». L'escriptor va continuar va alabar els espectacles teatrals, visuals i de la coreografia i el cant en viu de la cantant, abans de concloure la revisió amb «Beyoncé ha demostrat, fora de tot dubte, que és una dels millors intèrprets i cantants del nostre temps».

### Recepció comercial

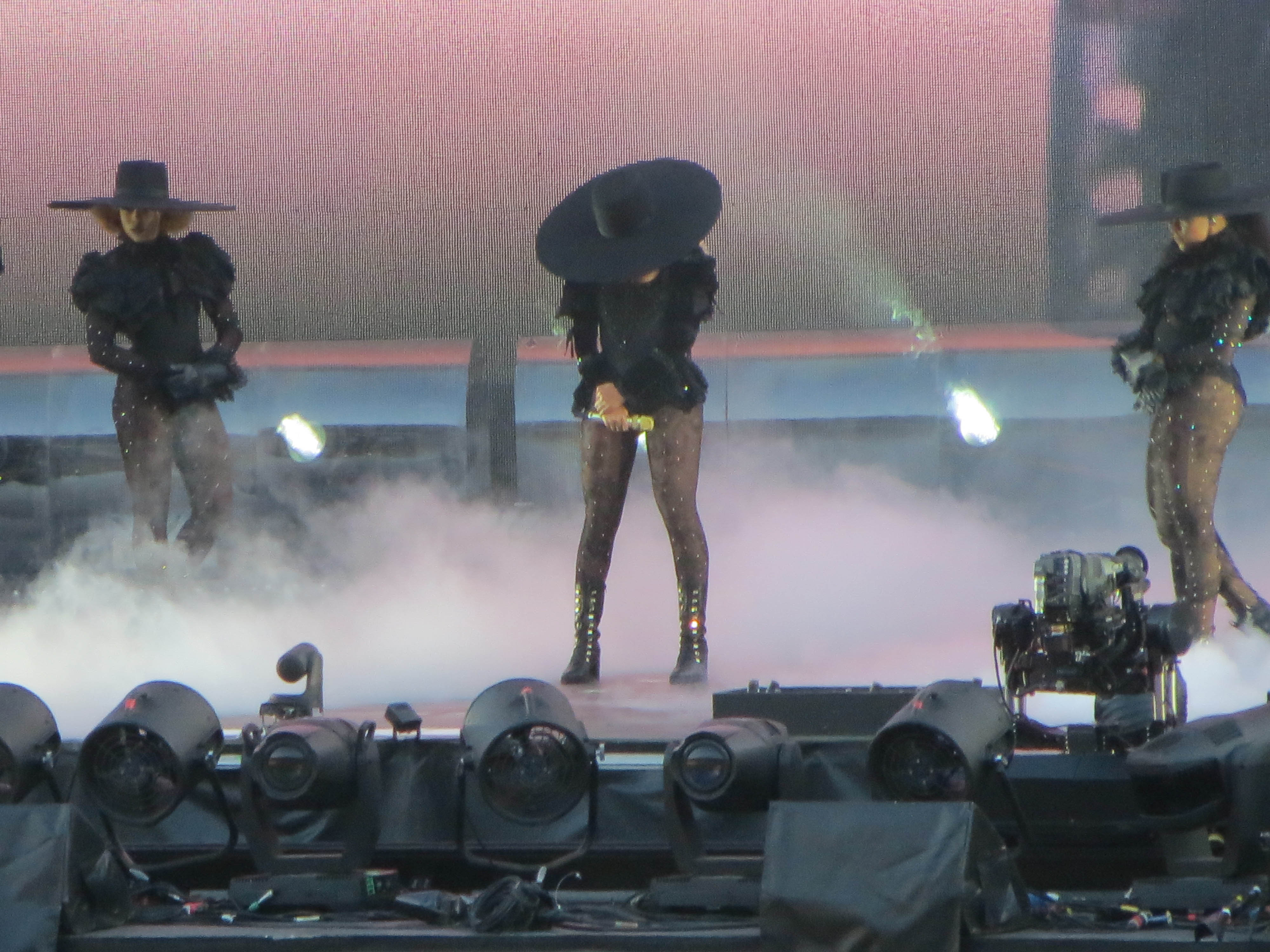
Beyoncé apareixen davant el seu public

Després de l'anunci de la gira, la pàgina web de Beyoncé es va espatllar temporalment, com a resultat de l'anunci post-Super Bowl. Després de la pre-venda original de tickets, un segon espectacle a la ciutat de Nova York va ser introduït en l'itinerari, a causa de la gran demanda del concert. Durant la venda general d'entrades, les entrades de Beyoncé en l'Amsterdam Arena es van esgotar en 20 minutos, la qual cosa va provocar una llista d'espera per ser oberta i que els promotors intentessin organitzar un segon espectacle. Alguns aficionats es van quedar descontentaments a causa de la velocitat de venda de les entrades pel Friends Arena, amb les demandes presentades pel sistema de cues implementat per Ticketmaster. Ticketmaster es va disculpar i va dir «per desgràcia, hi havia més demanda que el que estava disponible». L'etapa del Regne Unit de la gira va ser rebuda amb gran èxit comercial, amb totes les entrades venudes en menys de 30 minuts, incloent un estimat de 90.000 en l'estadi de Wembley de Londres. Molts fans van compartir el seu malestar per no aconseguir tickets online, i com és habitual en les gires de concerts en-demanda, moltes entrades van trobar el seu camí al mercat secundari amb un gran marge de benefici sobre el preu original. Com a resultat d'això, un segon concert a Londres va ser introduït al calendari. Un espectacle addicional es va afegir també al Soldier Field de Chicago, a causa de la «demanda aclaparant». Després de la seva actuació a Minneapolis, es va anunciar que Beyoncé va ser la primera dona a encapçalar un espectacle d'estadi a l'Àrea metropolitana de Minneapolis-Saint Paul, que va tenir lloc en TCF Bank Stadium.
El 17 de febrer de 2016, un comunicat de premsa va anunciar que gairebé 1 milió d'entrades ja havien estat venudes per la gira, a més de revelar que 15 dates s'havien esgotat. Billboard va publicar una estimació durant la pre-venda de la gira, que indica que han d'estar totes les dates de la gira venudes, l'ingrés brut total podria aconseguir entre $200 milions i $250 milions sol amb 40 concerts.
El juliol de 2016, el portal PollStar la va situar en la primera posició en la llista de les gires amb major recaptació fins a aquest moment. Beyoncé es va situar en el #1 amb les recaptacions aconseguides amb els concerts oferts a Amèrica del Nord amb un interior brut de $126,3 milions del primer tram d'Amèrica del Nord de la gira. Així mateix, a nivell internacional, es va situar en el #2 amb $137,3 milions de dòlars, representant únicament els primers 25 concerts de la gira. Chris Hunt, escrivint per al comerciant de bitllets AXS, va informar que el Formation World Tour va ser una dels 20 principals recaptacions més altes de tots els temps. Hunt també va assenyalar que dins del mateix top 20, la gira tenia la menor quantitat d'espectacles.

## Repertori
- Acte 1

Intro
1. "Formation"
2. "Sorry"
3. "Irreplaceable" (Acapella)
4. "Bow Down" / "Tom Ford"
5. "Run the World (Girls)"

- Acte 2

"Superpower" (Interlude)
1. "Mine"
2. "Baby Boy" (Amb elements de "Standing On the Sun")
3. "Hold Up"
4. "Countdown"
5. "Me, Myself and I"
6. "Runnin' (Lose It All)"
7. "All Night"

- Acte 3

"I Care/Ghost" (Interlude)
1. "Don't Hurt Yourself"
2. "Ring the Alarm" (Amb eloements de "Lost Yo Mind", "I Been On" i "Independent Woman")
3. "Diva"
4. "***Flawless (Remix)"
5. "Feeling Myself"
6. "Yoncé"
7. "Drunk in Love" (Elements de "Swimming Pools (Drank)")
8. "Rocket"
9. "Partition"

- Acto 5

Interlude (Amb elements de "Hip Hop Star" y "Freakum Dress")
1. "Daddy Lessons"
2. "Love On Top" (A capella)
3. "1+1"

- Acte 6

Interlude : "Purple Rain" (Prince tribute)
1. "Crazy in Love" (Amb elements de "Bootylicious" i "Truffle Butter")
2. "Naughty Girl"
3. "Party"

- Acte 7 - Encore

"Die With You" (Interlude)
1. "Freedom"
2. "Survivor"
3. "End of Time" / "Grown Woman"
4. "Halo"

Schoolin Life (Outro)
| Notes |
| --- |
| - El repertori aquí exposat es correspon a l'últim concert de la gira a Europa, a Barcelona. En alguns concerts també s'interpreten el remix de Crazy In Love o The Beautiful Ones. - "Blow" només va ser interpretada en la primera etapa americana de la gira. - "Sweet Dreams" "Single Ladies i "7/11" només van ser interpretades en el primer concert de la gira. - Durant el segon concert, ofert en Tampa, la cantant va afegir "1+1" al repertori. - Durant el concert a Houston, Beyoncé va interpretar una versió de "The Beautiful Ones" en tribut a Prince que va ser inclosa en el repertori d'alguns concerts de la gira. - Durant el concert a Detroit, Beyoncé va dedicar "Halo" a les víctimes afectades per la Massacre de la discoteca Premi d'Orlando. - Durant el concert a Houston va afegir "Kitty Kat" a capella al repertori després de Sorry. En l'etapa europea va ser canviada per "Irreplaceable". - Durant el concert a Barcelona, Beyoncé va interpretar a capella "Irreplaceable" en la seva versió en espanyol. - Durant l'últim concert ofert, Beyoncé va estar acompanyada per Jay Z, Kendrick Lamar i Serena Williams. Així mateix, va interpretar "6 Inch", cançó del seu darrer àlbum que no havia cantat mai en directe. |

## Dates i recaptació
| Data                   | Ciutat          | País          | Recinte                       | Assistència                   | Recaptació   |
| ---------------------- | --------------- | ------------- | ----------------------------- | ----------------------------- | ------------ |
| Amèrica del Nord       |                 |               |                               |                               |              |
| 27 d'abril de 2016     | Miami           | Estats Units  | Estadi Sun Life               | 36,656 / 36,656               | $5,252,615   |
| 29 d'abril de 2016     | Tampa           | Estats Units  | Raymond James Stadium         | 40,818 / 40,818               | $4,803,295   |
| 1 de maig de 2016      | Atlanta         | Estats Units  | Geòrgia Domi                  | 46,321 / 46,321               | $5,801,725   |
| 3 de maig de 2016      | Raleigh         | Estats Units  | Carter–Finley Stadium         | 38,292 / 38,292               | $4,810,620   |
| 7 de maig de 2016      | Houston         | Estats Units  | NRG Stadium                   | 43,871 / 43,871               | $6,412,280   |
| 9 de maig de 2016      | Arlington       | Estats Units  | AT&T Stadium                  | 42,235 / 42,235               | $5,954,775   |
| 12 de maig de 2016     | Sant Diego      | Estats Units  | Qualcomm Stadium              | 45,885 / 45,885               | $6,028,115   |
| 14 de maig de 2016     | Pasadena        | Estats Units  | Rose Bowl                     | 55,736 / 55,736               | $7,138,685   |
| 16 de maig de 2016     | Santa Clara     | Estats Units  | Levi's Stadium                | 44,252 / 44,252               | $6,201,845   |
| 18 de maig de 2016     | Seattle         | Estats Units  | CenturyLink Field             | 46,529 / 46,529               | $5,415,810   |
| 20 de maig de 2016     | Edmonton        | Canadà        | Commonwealth Stadium          | 39,299 / 39,299               | $3,723,830   |
| 23 de maig de 2016     | Minneapolis     | Estats Units  | TCF Bank Stadium              | 37,203 / 37,203               | $4,174,270   |
| 25 de maig de 2016     | Toronto         | Canadà        | Rogers Centre                 | 45,009 / 45,009               | $4,440,554   |
| 27 de maig de 2016     | Chicago         | Estats Units  | Soldier Field                 | 89,270 / 89,270               | $11,279,890  |
| 28 de maig de 2016     | Chicago         | Estats Units  | Soldier Field                 | 89,270 / 89,270               | $11,279,890  |
| 31 de maig de 2016     | Pittsburgh      | Estats Units  | Heinz Field                   | 36,325 / 36,325               | $3,927,805   |
| 3 de juny de 2016      | Foxborough      | Estats Units  | Gillette Stadium              | 48,304 / 48,304               | $6,008,698   |
| 5 de juny de 2016      | Philadelphia    | Estats Units  | Lincoln Financial Field       | 47,223 / 47,223               | $5,563,435   |
| 7 de juny de 2016      | Nova York       | Estats Units  | Citi Field                    | 73,486 / 73,486               | $11,461,340  |
| 8 de juny de 2016      | Nova York       | Estats Units  | Citi Field                    | 73,486 / 73,486               | $11,461,340  |
| 10 de juny de 2016     | Baltimore       | Estats Units  | M&T Bank Stadium              | 47,819 / 47,819               | $5,770,660   |
| 12 de juny de 2016     | Hershey         | Estats Units  | Hersheypark Stadium           | 26,662 / 26,662               | $3,474,695   |
| 14 de juny de 2016     | Detroit         | Estats Units  | Ford Field                    | 41,524 / 41,524               | $5,471,395   |
| Europa                 |                 |               |                               |                               |              |
| 28 de juny de 2016     | Sunderland      | Regne Unit    | Stadium of Light              | 48,952 / 48,952               | $4,996,960   |
| 30 de juny de 2016     | Cardiff         | Regne Unit    | Principality Stadium          | 49,215 / 49,215               | $5,379,199   |
| 2 de juliol de 2016    | Londres         | Regne Unit    | Estadi de Wembley             | 142,500 / 142,500             | $15,301,688  |
| 3 de juliol de 2016    | Londres         | Regne Unit    | Estadi de Wembley             | 142,500 / 142,500             | $15,301,688  |
| 5 de juliol de 2016    | Manchester      | Regne Unit    | Emirates Old Trafford         | 49,935 / 49,935               | $5,159,998   |
| 7 de juliol de 2016    | Glasgow         | Regne Unit    | Hampden Park                  | 46,058 / 46,058               | $4,707,580   |
| 9 de juliol de 2016    | Dublín          | Irlanda       | Croke Park                    | 68,575 / 68,575               | $7,449,942   |
| 12 de juliol de 2016   | Düsseldorf      | Alemanya      | ESPRIT Arena                  | 34,481 / 34,481               | $3,464,861   |
| 14 de juliol de 2016   | Zúric           | Suïssa        | Letzigrund                    | 23,790 / 23,790               | $2,980,051   |
| 16 de juliol de 2016   | Amsterdam       | Països Baixos | Amsterdam Arena               | 49,436 / 49,436               | $4,712,051   |
| 18 de juliol de 2016   | Milà            | Itàlia        | Sant Siro                     | 54,313 / 54,313               | $4,744,732   |
| 21 de juliol de 2016   | París           | França        | Estadi de França              | 75,106 / 75,106               | $6,258,954   |
| 24 de juliol de 2016   | Copenhaguen     | Dinamarca     | Parken Stadion                | 45,197 / 45,197               | $4,626,103   |
| 26 de juliol de 2016   | Estocolm        | Suècia        | Friends Arena                 | 48,519 / 48,519               | $3,937,498   |
| 29 de juliol de 2016   | Frankfurt       | Alemanya      | Commerzbank-Arena             | 36,647 / 36,647               | $3,739,440   |
| 31 de juliol de 2016   | Brussel·les     | Bèlgica       | Estadi de Helsey              | 48,955 / 48,955               | $4,681,095   |
| 3 d'agost de 2016      | Barcelona       | Espanya       | Estadi Olímpic Lluís Companys | 45,346 / 45,346               | $4,806,995   |
| Amèrica del Nord       |                 |               |                               |                               |              |
| 10 de setembre de 2016 | Saint Louis     | Estats Units  | Edward James Dome             | 38 256 / 38 256               | $3,953,445   |
| 14 de setembre de 2016 | Los Angeles     | Estats Units  | Dodger Stadium                | 47 440 / 47 440               | $6,736,700   |
| 17 de setembre de 2016 | Santa Clara     | Estats Units  | Levi's Stadium                | 44 015 / 44 015               | $4,898,690   |
| 22 de setembre de 2016 | Houston         | Estats Units  | NRG Stadium                   | 42 635 / 42 635               | $5,107,065   |
| 24 de setembre de 2016 | Nova Orleans    | Estats Units  | Mercedes-Benz Superdome       | 46 474 / 46 474               | $5,349,960   |
| 26 de setembre de 2016 | Atlanta         | Estats Units  | Georgia Dome                  | 45 126 / 45 126               | $5,374,615   |
| 29 de setembre de 2016 | Philadelphia    | Estats Units  | Lincoln Financial Field       | 44 693 / 44 693               | $3,353,627   |
| 2 d'octubre de 2016    | Nashville       | Estats Units  | Nissan Stadium                | 43 013 / 43 013               | $5,182,345   |
| 7 d'octubre de 2016    | East Rutherford | Estats Units  | MetLife Stadium               | 50 703 / 50 703               | $6,064,625   |
| TOTAL                  | TOTAL           | TOTAL         | TOTAL                         | 2,242,099 / 2,242,099 (100 %) | $256,084,556 |

### Concerts reprogramats
| Data                  | Ciutat, País                  | Lloc            | Motiu |
| --------------------- | ----------------------------- | --------------- | --- |
| 29 de maig de 2016    | Detroit, Estats Units         | Ford Field      | Reprogramat pel 14 de juny, es va ajornar per "canvis a la programació".                                  |
| 5 de maig de 2016     | Nashville, Estats Units       | Nissan Stadium  | Reprogramat pel 2 d'octubre, es va ajornar per obres en l'estadi.                                         |
| 7 de setembre de 2016 | East Rutherford, Estats Units | MetLife Stadium | Reprogramat pel 7 d'octubre, es va ajornar perquè Beyoncé estava malalta, i se li va recomanar descansar. |